# Svensk underhållningsmusik, revyer och film 1900–1960
Svensk underhållningsmusik, revyer och film 1900–1960 är ett uppslagsverk i form av en webbplats, som tidigare hetat 78:or & film (och ännu tidigare Film & 78:or). 
Uppslagsverket är skapat av en skivsamlare, och omfattar ett stort antal biografier med diskografier från främst 1900-talets första hälft. Webbplatsens upphovsman är framförallt inriktad på 78-varvare. Här finns bland annat skivbolagsdiskografier, artistdiskografier och filmografier.
På grund av problem har webbplatsen sedan 2019 flera gånger bytt internetadress, senast 2022.